# Episodi de Il fascino dell'insolito (prima stagione)
La prima stagione de Il fascino dell'insolito è andata in onda su Rete 2 dal 12 gennaio al 9 febbraio 1980.
| nº | Titolo            | Prima TV Italia |
| -- | ----------------- | --------------- |
| 1  | La mezzatinta     | 12 gennaio 1980 |
| 2  | La stanza n. 13   | 19 gennaio 1980 |
| 3  | Piccolo assassino | 26 gennaio 1980 |
| 4  | Veglia al morto   | 2 febbraio 1980 |
| 5  | Miriam            | 9 febbraio 1980 |

## La mezzatinta
- Diretto da: Biagio Proietti
- Scritto da: Biagio Proietti, Marialori Zaccaria (da M. R. James)
- Interpreti: Sergio Fiorentini (Marco), Marisa Belli (Lidia), Germana Dominici (Fulvia), Bruno Cattaneo (Martini), Tonino Cuomo (il maggiordomo)

### Trama
Marco, un antiquario, riceve una mezzatinta, raffigurante un'antica villa vesuviana. Egli la pone su di un cavalletto per poterla fotografare, e con stupore si rende conto che con il passare delle ore la mezzatinta muta di aspetto, mostrando il passare del tempo. Quando nella mezzatinta compare una figura scura che si avvicina alla porta di ingresso, Marco si precipita sul posto, sicuro che stia per succedere qualcosa di terribile; così facendo, si imbatte nella triste e misteriosa storia della sparizione di un bambino, avvenuta nella villa molti anni prima.

## La stanza n. 13
- Diretto da: Paolo Poeti
- Scritto da: Emanuele Vacchetto (da M. R. James)
- Interpreti: Tino Scotti (Marco Corelli), Franco Angrisano (il padrone della locanda), Gino Maringola (il maestro), Carmen Scivittaro (Assunta), Pino Cuomo (il fiaccheraio), Nina De Padova (Nina), Rodolfo Baldini (il giovane studente)

### Trama
Marco Corelli, un anziano professore di paleografia, si reca presso una locanda di Benevento, città nella quale deve compiere alcuni studi. Il professore era già stato nella locanda tanti anni prima, da studente, e qui aveva conosciuto Assunta, della quale si era innamorato, ma che poi, assorbito dai suoi studi, aveva perso di vista; Assunta in seguito si ammalò e morì, ancora giovane. La prima notte il professore viene disturbato da voci e canti che paiono provenire dalla stanza n. 13 della locanda, cosa però impossibile in quanto il muro della stanza venne abbattuto, per incorporarla nella stanza n. 14, occupata dal professore. Il giorno dopo il professore rientra tardi e sente il pianto di una donna. Entrato nella sua stanza, scopre finalmente la fonte di questi rumori, e capisce che il destino gli sta dando una nuova opportunità di felicità.

## Piccolo assassino
- Diretto da: Stefano Calanchi
- Scritto da: Stefano Calanchi (da Ray Bradbury)
- Interpreti: Imma Piro (Alice), Gianfranco De Grassi (Davide), Edda Di Benedetto (Paola), Vera Matania (la bidella), Roberto Corcione (il collega di Davide), Carmen Scivittaro (la sindacalista)

### Trama
Alice, una giovane sposa, è in ospedale in preda alle doglie: sta per partorire suo figlio; a causa dei forti dolori, urla che il bambino la vuole uccidere. Dopo qualche tempo, rientrata a casa, si confida col marito Davide, affermando che il bambino non voleva venire al mondo e vuole vendicarsi, uccidendola. Davide è sconvolto, e pensa che la moglie sia in preda a una brutta forma di depressione post-partum; nemmeno l'aiuto di Paola, una comune amica, riesce a distogliere Alice da questi funesti pensieri. Un giorno Davide, rientrando a casa, trova Alice morta ai piedi della scala interna: la caduta è stata causata da un pupazzo presente su di un gradino che ha fatto inciampare la donna. Davide si convince così che i timori della moglie erano reali, e Paola lo calma somministrandogli un sedativo. Quando Davide muore, soffocato dal gas di una bombola lasciata aperta, anche Paola comincia a credere che qualcosa di strano e malvagio stia accadendo in quell'appartamento.

## Veglia al morto
- Diretto da: Mario Chiari
- Scritto da: Biagio Proietti, Marialori Zaccaria (da Ambrose Bierce)
- Interpreti: Alessandro Sperlì (dottor Helberson), Cesare Ferrario (William Mancher), Piero Vida (James Harper), Bruno Corazzari (John Jarette), Fiorenza Marchegiani (Lynn Brown), Mohamed Bashir (il cameriere), Livio Guidorizzi (il poliziotto)

### Trama
San Francisco, 1899. Il dottor Helberson effettua un'autopsia in compagnia del dottor William Mancher e dell'assistente Harper. Per caso, nella stanza dove viene condotta l'autopsia rimane isolata per qualche istante Lynn Brown, la fidanzata di Mancher; il terrore che si dipinge sul volto della ragazza spinge i due dottori a scommettere che nessun uomo riuscirebbe a restare per un'intera notte da solo, chiuso in una stanza con un cadavere. Harper conosce la persona che potrebbe farlo: John Jarette, un giocatore d'azzardo privo di scrupoli. La scommessa viene attuata e Jarette viene chiuso in uno scantinato, con quello che dovrebbe essere un cadavere adagiato su di un tavolo da biliardo e coperto da un lenzuolo. In realtà al posto del cadavere vi è il dottor Mancher, il quale vuole assistere di persona alle reazioni di Jarette. Al mattino Helberson e Harper si recano sul posto per liberare i due, ma con sconcerto trovano una folla e un poliziotto davanti alla porta, in quanto dall'interno provengono terribili urla. Non appena aperta la porta, Jarette scappa via, e all'interno viene ritrovato il cadavere sfigurato di Mancher. Passano alcuni anni e i due vengono richiamati con una lettera in uno scantinato simile a quello della scommessa, dove la vicenda ha una conclusione inattesa.

## Miriam
- Diretto da: Biagio Proietti
- Scritto da: Diana Crispo, Biagio Proietti (da Truman Capote)
- Interpreti: Luisa Rossi (Miriam Miller), Claudia Vegliante (Miriam), Claudio Sorrentino (Harry), Margherita Sestito (Dorothy), Corrado Annicelli (il marito di Miriam), Martina Carpi (la ragazza del sogno), Aldo Bufi Landi (l'uomo nel bar)

### Trama
Miriam Miller, una casalinga di mezza età, rimasta vedova, passa le giornate ascoltando la radio. Una sera decide di andare al cinema e qui incontra una ragazzina che si chiama come lei, Miriam, la quale le chiede il favore di acquistarle il biglietto. Dopo qualche tempo, una sera la ragazzina si presenta a casa di Miriam, e con modi arroganti chiede di mangiare qualcosa, poi si impadronisce di un cammeo di proprietà della donna, infine, prima di andarsene, rompe un vaso di fiori. La donna rimane sconvolta, e la notte ha un incubo in cui si vede vestita come la ragazzina. Passato altro tempo, la donna si tranquillizza non vedendo più la ragazzina, ma un giorno questa si ripresenta a casa sua con uno scatolone contenente una bambola e alcuni vestiti. La donna le intima di andarsene, e corre al piano di sotto chiedendo aiuto a una coppia di giovani, Harry e Dorothy. L'uomo sale a vedere, ma non trova nulla, eccetto un nastro di una bambola. Miriam pensando che la ragazzina se ne sia andata, comincia a chiedersi se non sia una proiezione della sua mente.